# Споменик Јована Дучића у Сомбору
Споменик Јована Дучича постављен 1997. године налази се у Сомбору у спомен-парку Педагошког факултета.

## Положај и изглед
Испред улаза у зграду Учитељског (некада Учитељског) факултета у Сомбору, у спомен-парку, налази се стојећа споменичка скулптура подигнута српском песнику Јовану Дучићу. Поред споменика Јовану Дучићу, у спомен-парку се налази и спомен-биста Исидоре Секулић.
Споменик је поклон песниковог родног града Требиња граду Сомбору. Реплика је оригиналног који се налази на самом улазу у градски перк у Требињу. Аутор скулптуре која је монументалне величине, висине 3 метра, београдска вајарка Дринка Радовановић.
Скулптура је свечано откривена 29. марта 1997. године. Декан факултета био је тада Ненад Петровић, а сценарио и режију прославе написала је и организовала професор Учитељског факултета Јелена Косановић. Споменик је открио српски песник Матија Бећковић, а освештао га владика бачки Иринеј (Буловић).
На постаменту споменика од црног мермера, уклесано је:
Јован Дучић, песник

## Јован Дучић и Сомбор
Јован Дучић (17. фебруар 1871 - 7.април 1943) српски песник, књижевник, правник и дипломата, био је ученик завршног разреда Препарандије (Учитељске школе) 1892/93. године у Сомбору, када је и матурирао.Прву песму Самохрана мајка штампао је у сомборском Голубу 1886. године.